# Alberto Balestrini
Alberto Balestrini Bogino (Córdoba, 19 agosto 1931) è un ex schermidore argentino.

## Biografia
Ha partecipato ai Giochi della XVII Olimpiade di Roma nel 1960 ed ai Giochi della XIX Olimpiade di Città del Messico nel 1968.

## Palmarès
In carriera ha conseguito i seguenti risultati:
- Giochi panamericani:

Chicago 1959: bronzo nella spada individuale ed a squadre.
San Paolo 1963: bronzo nella spada individuale ed a squadre.